# 코리안 타임
코리안 타임(Korean time)은 약속시간에 일부러 늦게 도착하는 행동이나 그 버릇을 이르는 말이다. 이 말은 한국 전쟁 때 주한 미군이 한국인과 약속을 한 뒤 약속시간보다 늦게 나오는 한국인을 좋지 않게 생각하여 '한국인은 약속 시간에 늦게 도착한다. 이것이 한국인의 시간관이다.'라고 하여 코리안 타임이라는 말이 생겨난 것이다.

## 참고 자료
- 코리안 타임에 대한 사전적 정의
- '코리안타임'에서 '코리언타임'으로